# Etat batalionu ON typ I
Etat batalionu ON typ I – etat pododdziału piechoty Wojska Polskiego II RP.

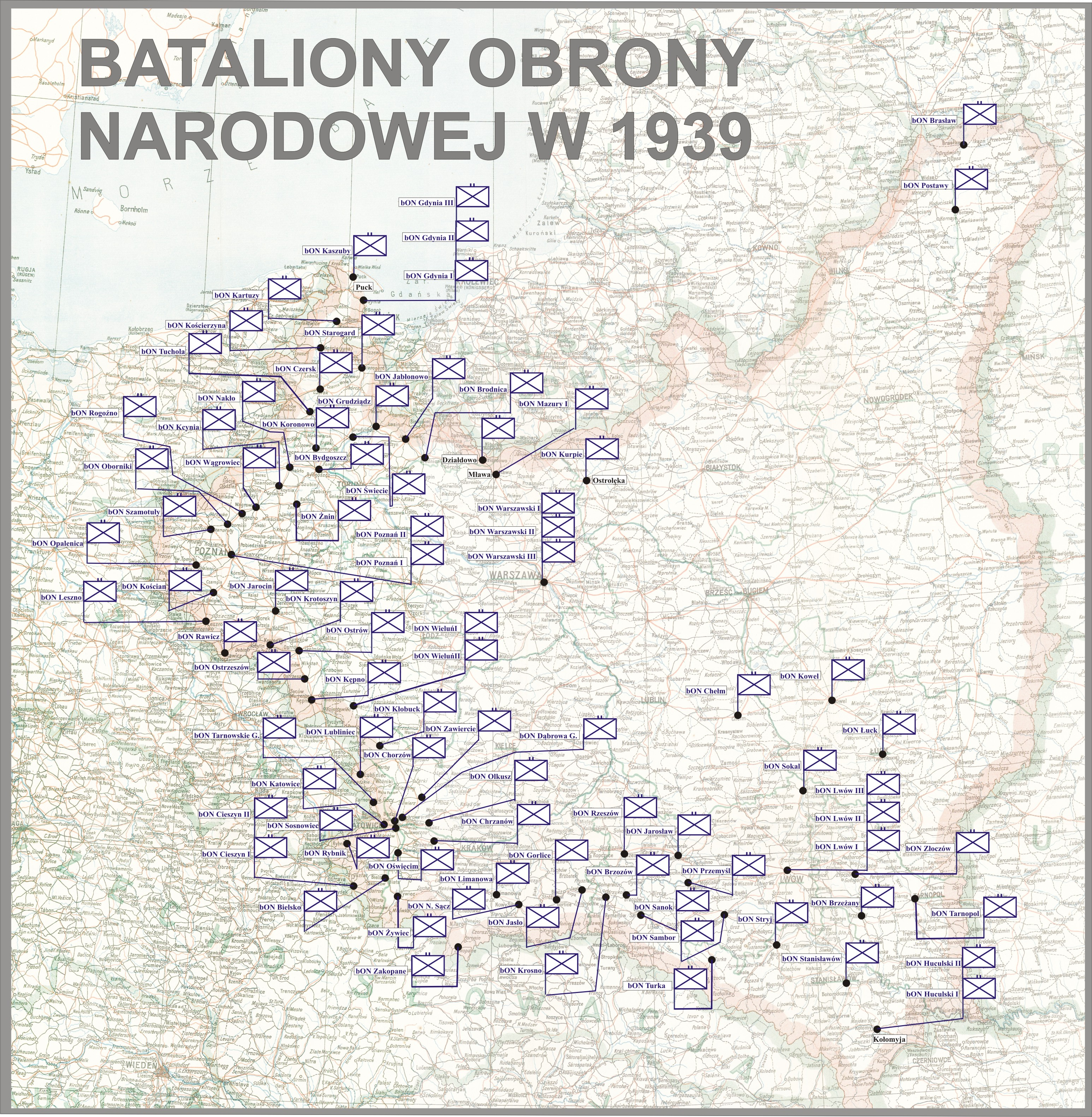
Obrona Narodowa w 1939

Etat batalionu Obrony Narodowej typ I wprowadzony został na podstawie rozkazu L.dz. 1600/Tjn. szefa Departamentu Piechoty Ministerstwa Spraw Wojskowych z 27 kwietnia 1939 o utworzeniu nowych brygad ON oraz o zorganizowaniu nowych jednostek w istniejących brygadach ON. 
Do wybuchu II wojny światowej sformowano 20 oddziałów tego typu:
1. Brasławski batalion ON
2. Brzeżański batalion ON
3. Chełmski batalion ON
4. I Huculski batalion ON
5. II Huculski batalion ON
6. I Lwowski batalion ON
7. II Lwowski batalion ON
8. Jarosławski Batalion ON
9. Kowelski batalion ON
10. Łucki batalion ON
11. Postawski batalion ON
12. Przemyski batalion ON
13. Rzeszowski batalion ON
14. Samborski batalion ON
15. Sanocki batalion ON
16. Sokalski batalion ON
17. Stanisławowski batalion ON
18. Stryjski batalion ON
19. Tarnopolski batalion ON
20. Turczański batalion ON

W czasie kampanii wrześniowej prawdopodobnie sformowano jeszcze Złoczowski batalion ON.
Wymienione wyżej bataliony utworzyły 3 brygady ON i 2 lub 3 półbrygady ON:
1. Karpacka Brygada ON,
2. Lwowską Brygadę ON,
3. Podkarpacka Brygada ON,
4. Dziśnieńska Półbrygada ON,
5. Wołyńska Półbrygada ON i ewentualnie
6. Tarnopolska Półbrygada ON.

Bataliony typu I przeznaczone były do służby wartowniczej na terenie Okręgów Korpusów Nr II, III, VI i X.
Struktura organizacyjna batalionu ON typ I:
- poczet dowódcy
- oddział łączności a. 3 patrole telefoniczne i drużyna kolarzy
- patrol sanitarny
- 1 kompania strzelecka
  - poczet dowódcy
  - drużyna gospodarcza
  - 3 plutony strzeleckie à 3 drużyny (w 1 drużynie był rkm)
- 2 kompania strzelecka
  - poczet dowódcy
  - drużyna gospodarcza
  - 3 plutony strzeleckie à 3 drużyny (w 1 drużynie był rkm)
- 3 kompania strzelecka
  - poczet dowódcy
  - drużyna gospodarcza
  - 3 plutony strzeleckie à 3 drużyny (w 1 drużynie był rkm)
- oddział karabinów maszynowych
- działon moździerza

Stan osobowy batalionu ON typ I liczył 420 (417) żołnierzy:
- 16 oficerów, w tym 12 oficerów rezerwy,
- 79 (76) podoficerów, w tym 68 podoficerów rezerwy,
- 325 szeregowców rezerwy[2].

Zgodnie z etatem batalion miał być uzbrojony w:
- 19 pistoletów,
- 270 karabinów,
- 103 karabinki,
- 9 ręcznych karabinów maszynowych,
- 2 ciężkie karabiny maszynowe[2].

Bataliony ON typ I nie otrzymały hełmów i pistoletów dla oficerów rezerwy (w zamian przydzielono im karabinki).
1 maja 1939 r. Dep. Piechoty MSWojsk. podjął decyzję o przydzieleniu broni maszynowej i amunicji batalionom ON na terenie Okręgu Korpusu Nr I, II, VI i X. Każdy batalion otrzymać miał 12 rkm Bergmann wz. 1915, 10.020 naboi do karabinów wz. 1898 i 3.600 naboi do rkm Bergmann wz. 1915. Każdy pluton strzelecki otrzymać miał jeden rkm. Trzy kolejne rkm miały zastąpić brakujące do etatu ckm-y w plutonach karabinów maszynowych.
Na etatowe wyposażenie pododdziału składały się:
- 34 konie taborowe,
- 13 wozów,
- 3 kuchnie polowe,
- 4 motocykle (najczęściej jeden w poczcie dowódcy batalionu),
- 19 rowerów[2].